# Graeme Le Saux
Graeme Pierre Le Saux, född 17 oktober 1968 i Jersey, är en engelsk fotbollsspelare med fransk bakgrund. Efter att han slutat med professionell fotboll 2005 började han spela i Wembley FC där spelare som Ray Parlour, Martin Keown, Claudio Caniggia och David Seaman också spelar. Han började sin karriär i St Paul's i Jersey innan han gick till Chelsea 1987. 1993 värvade Blackburn Rovers Le Saux för 700 000 pund, där han vann Premier League 1995. År 1997 gjorde Le Saux comeback i Chelsea-tröjan där han blev Englands dyraste försvarare. Chelsea betalade honom 5 miljoner pund. Le Saux var med och vann Cupvinnarcupen och engelska ligacupen 1998 samt FA-cupen 2000. Efter säsongen 2002/2003 bytte Southampton Wayne Bridge mot Le Saux. Le Saux spelade i Southampton två säsonger, där han gjorde mål två gånger. Le Saux spelade totalt 36 landskamper för England och gjorde mål i ett möte mot Brasilien.